# 坂口泰
坂口 泰（さかぐち やすし、1961年9月2日 - ）は元陸上競技選手（長距離・マラソン）で、陸上長距離指導者。日本陸連男子マラソン強化コーチ。

## 経歴
広島県世羅郡世羅町出身。古くから駅伝競走の盛んな地で、駅伝の名門広島県立世羅高校へは山奥の自宅から走って通った。全国高等学校駅伝競走大会では中心選手として2年時に4位、3年時は1区・区間賞もチームは9位だった。インターハイ1500mと国体5000mで優勝。卒業後は地元の広島大学に入って教師になるつもりだったが、当時早稲田大学競走部の瀬古利彦に声をかけられ、中村清監督が実家まで足を運んでくれたため、早稲田大学に進学した。早稲田では箱根駅伝で2年時に9区区間賞、3年時に9区区間新記録。創部70周年の4年時には2区を走りトップを奪うと独走、早稲田30年ぶり10度目の完全優勝の原動力となる。2位日体大との差は15分18秒、3位以下18校は10区で繰上げスタートとさせる圧勝劇だった。
1984年にエスビー食品に入社。中村監督の「陸上は芸術」と説く指導法に大いに影響を受けた。瀬古、新宅雅也らと全日本実業団駅伝四連覇に貢献。しかし瀬古の存在は大きく、常に日陰の存在だった。マラソン転向後、1987年びわ湖毎日マラソンで2時間11分8秒で2位。1987年福岡国際マラソン（ソウルオリンピック最終選考会）は2時間12分25秒で7位。心臓疾患を病み現役引退を余儀なくされた。
1990年、郷里・中国電力の陸上部創設に参加。コーチを経て広島大学大学院に通いながら1992年監督就任。この頃の中国電力はまだ無名チームで他の社員と同様夕方まで働き夜、会社近くの暗い道を街灯の灯りを頼りに走った。無名だった油谷繁を発掘したほか、内冨恭則、五十嵐範暁、尾方剛、梅木蔵雄、佐藤敦之、沖野剛久、黒田将由、空山隆児、荒川大作などを指導。チームは2004年全日本実業団駅伝で悲願の初優勝を果たし、2000年代にはコニカミノルタと二強時代を形成した。また2003年世界陸上パリ大会で油谷・尾方・佐藤の三人でマラソン団体金メダル、2005年世界陸上ヘルシンキ大会で、尾方がマラソン銅メダルを獲るなど実績を残した。
花形選手から無名選手まで、経緯の違う選手をトップレベルに引き上げた。師である中村の指導とは少し路線を変え、長距離資質の高いスピードランナー育成で成功を収めている。指導の基本は「何をなすべきか」をわからせること、という。
前日本陸連男子マラソン部長（長距離・ロード特別対策委員会）。2016年11月、陸連の2020年東京五輪男子マラソン強化コーチに就任、それに伴い中電陸上部の総監督職となった。

## マラソン全成績
1. 2時間25分04秒　　2位　1981年勝田マラソン
2. 2時間19分33秒　 30位　1982年東京国際マラソン
3. 2時間17分07秒　 16位　1983年東京国際マラソン
4. 2時間22分03秒　　3位　1986年
5. 2時間11分21秒　　2位　1987年びわ湖毎日マラソン（生涯自己最高記録）
6. 2時間12分25秒　　7位　1987年福岡国際マラソン（ソウル五輪代表選考会　日本人5番目）